# Евальд Лінен
Евальд Лінен (нім. Ewald Lienen, нар. 28 листопада 1953, Шлос-Гольте-Штукенброк, Німеччина) — німецький футболіст, що грав на позиції півзахисника. По завершенні ігрової кар'єри — тренер. З 2017 року — технічний директор клубу «Санкт-Паулі».
Виступав, зокрема, за клуб «Дуйсбург».
Володар Кубка УЄФА у складі «Боруссії» (Менхенгладбах). 

## Ігрова кар'єра
Народився 28 листопада 1953 року в місті Шлос-Гольте-Штукенброк, Німеччина. Вихованець футбольної школи клубу «Шлос Гольте».
У дорослому футболі дебютував 1974 року виступами за команду клубу «Армінія» (Білефельд), в якій провів три сезони, взявши участь у 93 матчах чемпіонату. 
Згодом з 1977 по 1987 рік грав у складі команд клубів «Боруссія» (Менхенгладбах), «Армінія» (Білефельд) та «Боруссія» (Менхенгладбах). Протягом цих років виборов титул володаря Кубка УЄФА.
1987 року перейшов до клубу «Дуйсбург», за який відіграв 5 сезонів.  Більшість часу, проведеного у складі «Дуйсбурга», був основним гравцем команди. Завершив професійну кар'єру футболіста виступами за команду «Дуйсбург» у 1992 році.

## Кар'єра тренера

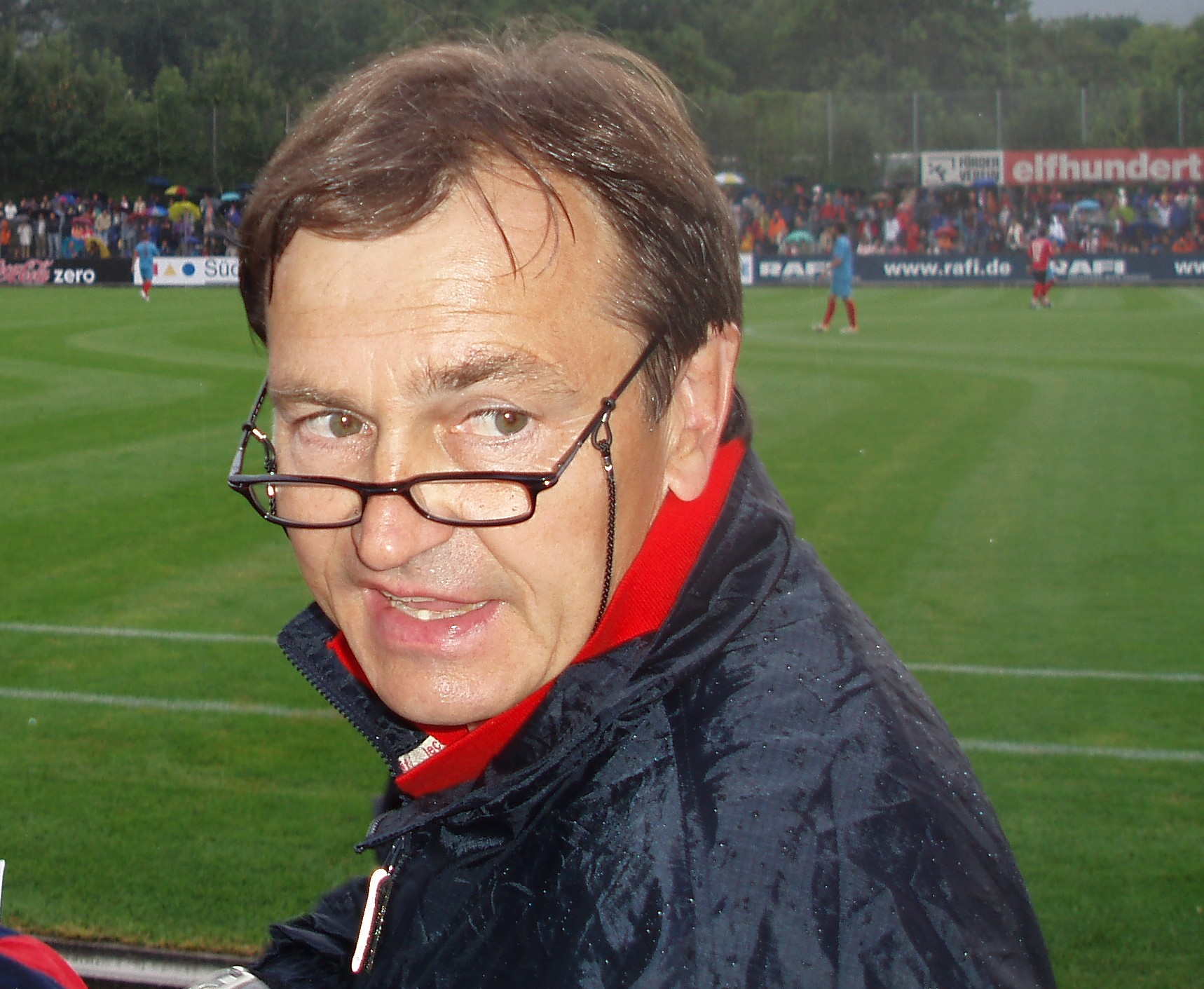
Лінен у 2006 році

Розпочав тренерську кар'єру невдовзі по завершенні кар'єри гравця, 1993 року, очоливши тренерський штаб клубу «Дуйсбург», де пропрацював з 1993 по 1994 рік.
1997 року став головним тренером команди «Ганза», тренував клуб з Ростока два роки.
Згодом протягом 1999–2002 років очолював тренерський штаб клубу «Кельн».
2002 року прийняв пропозицію попрацювати у клубі «Тенерифе». Залишив клуб із Санта-Крус-де-Тенерифе 2003 року.
Протягом одного року, починаючи з 2003, був головним тренером команди «Боруссія» (Менхенгладбах).
2004 року був запрошений керівництвом клубу «Ганновер 96» очолити його команду, з якою пропрацював до 2005 року.
З 2006 і по 2008 рік очолював тренерський штаб команди «Паніоніос».
2009 року став головним тренером команди «Мюнхен 1860», тренував клуб з Мюнхена лише один рік.
Згодом протягом 2010–2010 років очолював тренерський штаб клубу «Олімпіакос».
2010 року прийняв пропозицію попрацювати у клубі «Армінія» (Білефельд). Залишив білефельдський клуб 2011 року.
Протягом одного року, починаючи з 2012, був головним тренером команди АЕК.
2013 року був запрошений керівництвом клубу «Оцелул» очолити його команду, з якою пропрацював до 2014 року.
Надалі входив до тренерського штабу клубу «Тенерифе».
З 2014 до 2017 року очолював тренерський штаб команди «Санкт-Паулі». У 2017 році перейшов на посаду технічного директора «Санкт-Паулі».

## Тренерська статистика
Станом на 19 грудня 2016
| Команда                    | З                | По                | Показники | Показники | Показники | Показники | Показники |
| Команда                    | З                | По                | М         | В         | Н         | П         | В %       |
| -------------------------- | ---------------- | ----------------- | --------- | --------- | --------- | --------- | --------- |
| «Дуйсбург»                 | 22 березня 1993  | 1 листопада 1994  | 65        | 25        | 14        | 26        | 38,46     |
| «Ганза»                    | 1 липня 1997     | 8 березня 1999    | 60        | 18        | 18        | 24        | 30,00     |
| «Кельн»                    | 1 липня 1999     | 28 січня 2002     | 94        | 38        | 24        | 32        | 40,43     |
| «Тенерифе»                 | 1 липня 2002     | 20 січня 2003     | 20        | 3         | 13        | 4         | 15,00     |
| «Боруссія» (Менхенгладбах) | 1 березня 2003   | 21 вересня 2003   | 18        | 7         | 5         | 6         | 38,89     |
| «Ганновер 96»              | 8 березня 2004   | 9 листопада 2005  | 63        | 22        | 17        | 24        | 34,92     |
| «Паніоніос»                | 15 червня 2006   | 11 листопада 2008 | 92        | 37        | 20        | 35        | 40,22     |
| «Мюнхен 1860»              | 13 травня 2009   | 16 червня 2010    | 39        | 15        | 8         | 16        | 38,46     |
| «Олімпіакос»               | 16 червня 2010   | 6 серпня 2010     | 4         | 3         | 0         | 1         | 75,00     |
| «Армінія» (Білефельд)      | 8 листопада 2010 | 30 червня 2011    | 23        | 3         | 7         | 13        | 13,04     |
| АЕК                        | 10 жовтня 2012   | 10 квітня 2013    | 24        | 8         | 5         | 11        | 33,33     |
| «Оцелул»                   | 6 листопада 2013 | 16 червня 2014    | 22        | 8         | 3         | 11        | 36,36     |
| «Санкт-Паулі»              | 16 грудня 2014   | 30 червня 2017    | 71        | 25        | 16        | 30        | 35,21     |
| Загалом                    | Загалом          | Загалом           | 595       | 212       | 150       | 233       | 35,63     |

## Титули і досягнення
- Володар Кубка УЄФА (1):

«Боруссія» (Менхенгладбах):  1978-1979